# Marie-Ève Larivière
Pour les articles homonymes, voir Larivière.
Marie-Eve Larivière est une actrice québécoise. Elle a étudié le cinéma au Collège Ahuntsic avant d’être diplômée du Conservatoire d'art dramatique de Québec.
Elle a réalisé avec son amoureux, la série Avec Moi, dont elle a écrit le premier tome du roman qui porte son nom.
Elle a aussi écrit un autre livre qui s'intitule Le Temps Des Fêtes, un livre qui fera beaucoup d'heureux aux temps des fêtes.
Le tome 2 d'Avec moi va paraître en avril.

## Filmographie
- 2002-2003 : Tabou : Alexandra
- 2003-2017 : L'Auberge du chien noir : Chloée Bergeron
- 2005 : Les Ex : Catherine
- 2007 : Histoire de famille : Adèle
- 2007 à 2012 : Kaboum : Gina (Titania)
- depuis 2014 : La Théorie du K.O. : Infirmière
- 2016 : Série noire : Recherchiste